# Kern Pharma
El Kern Pharma (codi UCI: EKF) és un equip ciclista professional espanyol de categoria UCI ProTeam. L'equip fou fundat el 2020, amb categoria continental, i el 2021 passà a categoria UCI ProTeam.

## Principals victòries

### Curses per etapes
- Tour d'Alsàcia: 2021 (José Félix Parra)

### Campionats nacionals
- Campió de Taiwan en contrarellotge: 2020 (Sergio Tu)
- Campionat d'Espanya de contrarellotge: 2022 (Raúl García Pierna)

## Classificacions UCI
L'equip participa en les proves dels circuits continentals, en particular de l'UCI Europa Tour. La taula presenta les classificacions de l'equip en els diferents circuits, així com el millor ciclista en la classificació individual.
UCI Amèrica Tour
| Temporada | Classificació per equips | Millor ciclista en la classificació individual |
| --------- | ------------------------ | ---------------------------------------------- |
| 2020      | -                        | Daniel Méndez (178è)                           |
| 2021      | -                        | Daniel Méndez (395è)                           |

UCI Europa Tour
| Temporada | Classificació per equips | Millor ciclista en la classificació individual |
| --------- | ------------------------ | ---------------------------------------------- |
| 2020      | 26è                      | Enrique Sanz (276è)                            |
| 2021      | 19è                      | Roger Adrià (196è)                             |
| 2022      | 25è                      | Roger Adrià (327è)                             |
| 2023      | 10è                      |                                                |

L'equip també participa de la Classificació mundial UCI.
| Temporada | Classificació per equips | Millor ciclista en la classificació individual |
| --------- | ------------------------ | ---------------------------------------------- |
| 2020      | 49è                      | Enrique Sanz (336è)                            |
| 2021      | 38è                      | Roger Adrià (229è)                             |
| 2022      | 48è                      | Roger Adrià (407è)                             |
| 2023      | 31è                      | Roger Adrià (171è)                             |

## Composició de l'equip
| \| Llista de l'equip 2024 \| Llista de l'equip 2024 \| Llista de l'equip 2024 \| Llista de l'equip 2024 \| \| Ciclista \| Data de naixement \| Equip previ \| \| \| ------------------------------------------------ \| ---------------------- \| ------------------------------------ \| ---------------------- \| \| Jon Agirre Egaña \| 10 de setembre de 1997 \| Baqué Ideus BH (2019) \| \| \| Hugo Aznar \| 1 de desembre de 2003 \| Equipo Finisher (2023) \| \| \| Unai Aznar \| 26 de juliol de 2002 \| Equipo Finisher (2023) \| \| \| Urko Berrade \| 28 de novembre de 1997 \| Euskadi Basque Country-Murias (2019) \| \| \| Marc Brustenga Masagué \| 4 de setembre de 1999 \| Lidl-Trek (2023) \| \| \| Pablo Castrillo Zapater \| 2 de gener de 2001 \| Lizarte (2020) \| \| \| Iván Cobo \| 2 de gener de 2000 \| \| \| \| Iñigo Elosegui \| 6 de març de 1998 \| Movistar Team (2022) \| \| \| Miguel Ángel Fernández \| 21 de març de 1997 \| Burgos-BH (2023) \| \| \| Francisco Galván Fernández \| 1 de desembre de 1997 \| Lizarte (2019) \| \| \| Carlos García Pierna \| 23 de juliol de 1999 \| Kometa U23 (2019) \| \| \| Jorge Gutiérrez González \| 23 de setembre de 2002 \| Equipo Finisher (2023) \| \| \| Unai Iribar \| 12 de juny de 1999 \| Euskaltel-Euskadi (2023) \| \| \| Álex Jaime \| 29 de setembre de 1998 \| \| \| \| Jordi López Caravaca \| 14 de agost de 1998 \| Lizarte (2019) \| \| \| Martí Márquez \| 9 de febrer de 1996 \| Lizarte (2019) \| \| \| Pau Miquel Delgado \| 20 de agost de 2000 \| Lizarte (2021) \| \| \| José Félix Parra \| 16 de gener de 1997 \| Lizarte (2019) \| \| \| Mikel Retegi \| 27 de abril de 2001 \| Lizarte (2022) \| \| \| Ibon Ruiz \| 30 de gener de 1999 \| Lizarte (2019) \| \| \| Antonio Jesús Soto \| 22 de setembre de 1994 \| Euskaltel-Euskadi (2023) \| \| \| Eugenio Sánchez López \| 10 de març de 1999 \| \| \| \| Diego Uriarte \| 26 de octubre de 2001 \| Equipo Finisher (2023) \| \| \| Danny van der Tuuk \| 5 de novembre de 1999 \| Metec-TKH-Mantel (2020) \| \| \| Pablo Carrascosa (1 de ago–31 de des, aprenent) \| 7 de octubre de 2002 \| Equipo Finisher (2023) \| \| \| Haimar Etxeberria (1 de ago–31 de des, aprenent) \| 8 de setembre de 2003 \| EOLO-Kometa U23 (2023) \| \| \| Ibai Azanza (1 de ago–31 de des, aprenent) \| 22 de febrer de 2004 \| Equipo Finisher (2024) \| \| \| \| \| \| \| \| Font: ProCyclingStats \| \| \| \| |                        |                                      |  |
| Llista de l'equip 2024 |                        |                                      |  |
| Ciclista | Data de naixement      | Equip previ                          |  |
| Jon Agirre Egaña | 10 de setembre de 1997 | Baqué Ideus BH (2019)                |  |
| Hugo Aznar | 1 de desembre de 2003  | Equipo Finisher (2023)               |  |
| Unai Aznar | 26 de juliol de 2002   | Equipo Finisher (2023)               |  |
| Urko Berrade | 28 de novembre de 1997 | Euskadi Basque Country-Murias (2019) |  |
| Marc Brustenga Masagué | 4 de setembre de 1999  | Lidl-Trek (2023)                     |  |
| Pablo Castrillo Zapater | 2 de gener de 2001     | Lizarte (2020)                       |  |
| Iván Cobo | 2 de gener de 2000     |                                      |  |
| Iñigo Elosegui | 6 de març de 1998      | Movistar Team (2022)                 |  |
| Miguel Ángel Fernández | 21 de març de 1997     | Burgos-BH (2023)                     |  |
| Francisco Galván Fernández | 1 de desembre de 1997  | Lizarte (2019)                       |  |
| Carlos García Pierna | 23 de juliol de 1999   | Kometa U23 (2019)                    |  |
| Jorge Gutiérrez González | 23 de setembre de 2002 | Equipo Finisher (2023)               |  |
| Unai Iribar | 12 de juny de 1999     | Euskaltel-Euskadi (2023)             |  |
| Álex Jaime | 29 de setembre de 1998 |                                      |  |
| Jordi López Caravaca | 14 de agost de 1998    | Lizarte (2019)                       |  |
| Martí Márquez | 9 de febrer de 1996    | Lizarte (2019)                       |  |
| Pau Miquel Delgado | 20 de agost de 2000    | Lizarte (2021)                       |  |
| José Félix Parra | 16 de gener de 1997    | Lizarte (2019)                       |  |
| Mikel Retegi | 27 de abril de 2001    | Lizarte (2022)                       |  |
| Ibon Ruiz | 30 de gener de 1999    | Lizarte (2019)                       |  |
| Antonio Jesús Soto | 22 de setembre de 1994 | Euskaltel-Euskadi (2023)             |  |
| Eugenio Sánchez López | 10 de març de 1999     |                                      |  |
| Diego Uriarte | 26 de octubre de 2001  | Equipo Finisher (2023)               |  |
| Danny van der Tuuk | 5 de novembre de 1999  | Metec-TKH-Mantel (2020)              |  |
| Pablo Carrascosa (1 de ago–31 de des, aprenent) | 7 de octubre de 2002   | Equipo Finisher (2023)               |  |
| Haimar Etxeberria (1 de ago–31 de des, aprenent) | 8 de setembre de 2003  | EOLO-Kometa U23 (2023)               |  |
| Ibai Azanza (1 de ago–31 de des, aprenent) | 22 de febrer de 2004   | Equipo Finisher (2024)               |  |
| |                        |                                      |  |
| Font: ProCyclingStats |                        |                                      |  |

| \| Llista de l'equip 2023 \| Llista de l'equip 2023 \| Llista de l'equip 2023 \| Llista de l'equip 2023 \| \| Ciclista \| Data de naixement \| Equip previ \| \| \| ----------------------------------------------- \| ---------------------- \| ------------------------------------ \| ---------------------- \| \| Roger Adrià Oliveras \| 18 de abril de 1998 \| Lizarte (2019) \| \| \| Jon Agirre Egaña \| 10 de setembre de 1997 \| Baqué Ideus BH (2019) \| \| \| Igor Arrieta \| 8 de desembre de 2002 \| Lizarte (2021) \| \| \| Urko Berrade \| 28 de novembre de 1997 \| Euskadi Basque Country-Murias (2019) \| \| \| Giovanni Carboni \| 31 de agost de 1995 \| Gazprom-RusVelo (2022) \| \| \| Héctor Carretero Milla \| 28 de maig de 1995 \| Movistar Team (2021) \| \| \| Pablo Castrillo Zapater \| 2 de gener de 2001 \| Lizarte (2020) \| \| \| Iván Cobo \| 2 de gener de 2000 \| \| \| \| Iñigo Elosegui \| 6 de març de 1998 \| Movistar Team (2022) \| \| \| Francisco Galván Fernández \| 1 de desembre de 1997 \| Lizarte (2019) \| \| \| Carlos García Pierna \| 23 de juliol de 1999 \| Kometa U23 (2019) \| \| \| Raúl García Pierna \| 23 de febrer de 2001 \| Lizarte (2020) \| \| \| Álex Jaime \| 29 de setembre de 1998 \| \| \| \| Jordi López Caravaca \| 14 de agost de 1998 \| Lizarte (2019) \| \| \| Martí Márquez \| 9 de febrer de 1996 \| Lizarte (2019) \| \| \| Pau Miquel Delgado \| 20 de agost de 2000 \| Lizarte (2021) \| \| \| José Félix Parra \| 16 de gener de 1997 \| Lizarte (2019) \| \| \| Vojtěch Řepa (1 de gen–2 de maig, Nota) \| 14 de agost de 2000 \| Topforex-Lapierre (2020) \| \| \| Mikel Retegi \| 27 de abril de 2001 \| Lizarte (2022) \| \| \| Ibon Ruiz \| 30 de gener de 1999 \| Lizarte (2019) \| \| \| Eugenio Sánchez López \| 10 de març de 1999 \| \| \| \| Danny van der Tuuk \| 5 de novembre de 1999 \| Metec-TKH-Mantel (2020) \| \| \| Hugo Aznar (1 de ago–31 de des, aprenent) \| 1 de desembre de 2003 \| Equipo Finisher (2023) \| \| \| Pablo Carrascosa (1 de ago–31 de des, aprenent) \| 7 de octubre de 2002 \| \| \| \| Yanne Dorenbos (1 de ago–31 de des, aprenent) \| 15 de setembre de 2000 \| Equipo Finisher (2023) \| \| \| \| \| \| \| \| Font: ProCyclingStats \| \| \| \|Nota: Vojtěch Řepa, retirada esportiva |                        |                                      |  |
| Llista de l'equip 2023 |                        |                                      |  |
| Ciclista | Data de naixement      | Equip previ                          |  |
| Roger Adrià Oliveras | 18 de abril de 1998    | Lizarte (2019)                       |  |
| Jon Agirre Egaña | 10 de setembre de 1997 | Baqué Ideus BH (2019)                |  |
| Igor Arrieta | 8 de desembre de 2002  | Lizarte (2021)                       |  |
| Urko Berrade | 28 de novembre de 1997 | Euskadi Basque Country-Murias (2019) |  |
| Giovanni Carboni | 31 de agost de 1995    | Gazprom-RusVelo (2022)               |  |
| Héctor Carretero Milla | 28 de maig de 1995     | Movistar Team (2021)                 |  |
| Pablo Castrillo Zapater | 2 de gener de 2001     | Lizarte (2020)                       |  |
| Iván Cobo | 2 de gener de 2000     |                                      |  |
| Iñigo Elosegui | 6 de març de 1998      | Movistar Team (2022)                 |  |
| Francisco Galván Fernández | 1 de desembre de 1997  | Lizarte (2019)                       |  |
| Carlos García Pierna | 23 de juliol de 1999   | Kometa U23 (2019)                    |  |
| Raúl García Pierna | 23 de febrer de 2001   | Lizarte (2020)                       |  |
| Álex Jaime | 29 de setembre de 1998 |                                      |  |
| Jordi López Caravaca | 14 de agost de 1998    | Lizarte (2019)                       |  |
| Martí Márquez | 9 de febrer de 1996    | Lizarte (2019)                       |  |
| Pau Miquel Delgado | 20 de agost de 2000    | Lizarte (2021)                       |  |
| José Félix Parra | 16 de gener de 1997    | Lizarte (2019)                       |  |
| Vojtěch Řepa (1 de gen–2 de maig, Nota) | 14 de agost de 2000    | Topforex-Lapierre (2020)             |  |
| Mikel Retegi | 27 de abril de 2001    | Lizarte (2022)                       |  |
| Ibon Ruiz | 30 de gener de 1999    | Lizarte (2019)                       |  |
| Eugenio Sánchez López | 10 de març de 1999     |                                      |  |
| Danny van der Tuuk | 5 de novembre de 1999  | Metec-TKH-Mantel (2020)              |  |
| Hugo Aznar (1 de ago–31 de des, aprenent) | 1 de desembre de 2003  | Equipo Finisher (2023)               |  |
| Pablo Carrascosa (1 de ago–31 de des, aprenent) | 7 de octubre de 2002   |                                      |  |
| Yanne Dorenbos (1 de ago–31 de des, aprenent) | 15 de setembre de 2000 | Equipo Finisher (2023)               |  |
| |                        |                                      |  |
| Font: ProCyclingStats |                        |                                      |  |

## Composició de l'equip 2022
| Ciclista            | Data de naixement | País          | Equip any anterior             |
| ------------------- | ----------------- | ------------- | ------------------------------ |
| Roger Adrià         | 18/04/1998        | Espanya       | Equipo Kern Pharma             |
| Jon Agirre          | 10/09/1997        | Espanya       | Equipo Kern Pharma             |
| Sergio Araiz        | 29/04/1998        | Espanya       | Equipo Kern Pharma             |
| Igor Arrieta        | 08/12/2002        | Espanya       | Equipo Kern Pharma (stagiaire) |
| Urko Berrade        | 28/11/1997        | Espanya       | Equipo Kern Pharma             |
| Héctor Carretero    | 28/05/1995        | Espanya       | Movistar Team                  |
| Jaime Castrillo     | 13/03/1996        | Espanya       | Equipo Kern Pharma             |
| Iván Cobo           | 02/01/2000        | Espanya       | Equipo Kern Pharma (stagiaire) |
| Francisco Galván    | 01/12/1997        | Espanya       | Equipo Kern Pharma             |
| Carlos García       | 23/07/1999        | Espanya       | Equipo Kern Pharma             |
| Raúl García         | 23/02/2001        | Espanya       | Equipo Kern Pharma             |
| Álex Jaime          | 29/09/1998        | Espanya       | Equipo Kern Pharma             |
| Diego López         | 09/12/1997        | Espanya       | Equipo Kern Pharma             |
| Jordi López         | 14/08/1998        | Espanya       | Equipo Kern Pharma             |
| Martí Márquez       | 09/02/1996        | Espanya       | Equipo Kern Pharma             |
| Daniel Méndez       | 02/06/2000        | Colòmbia      | Equipo Kern Pharma             |
| Pau Miquel          | 20/08/2000        | Espanya       | Equipo Kern Pharma (stagiaire) |
| Iván Moreno Sánchez | 27/05/1996        | Espanya       | Equipo Kern Pharma             |
| Savva Novikov       | 27/07/1999        | Rússia        | Equipo Kern Pharma             |
| José Félix Parra    | 16/01/1997        | Espanya       | Equipo Kern Pharma             |
| Vojtěch Řepa        | 14/08/2000        | Txèquia       | Equipo Kern Pharma             |
| Ibon Ruiz           | 30/01/1999        | Espanya       | Equipo Kern Pharma             |
| Eugenio Sánchez     | 10/03/1999        | Espanya       | Neo-professional (Lizarte)     |
| Danny van der Tuuk  | 05/11/1999        | Països Baixos | Equipo Kern Pharma             |